# 295 Theresia
295 Theresia је астероид главног астероидног појаса. Приближан пречник астероида је 27,72 km,
а средња удаљеност астероида од Сунца износи 2,795 астрономских јединица (АЈ).
Инклинација (нагиб) орбите у односу на раван еклиптике је 2,706 степени, а орбитални период износи 1707,664 дана (4,675 године). Ексцентрицитет орбите астероида износи 0,171.
Апсолутна магнитуда астероида износи 10,19 а геометријски албедо 0,193.
Астероид је откривен 17. августа 1890. године.